# Adichanallur
Adichanallur est un site archéologique proche de Tirunelveli au Tamil Nadu, Inde. La ville est connue dans la région sous le nom de Adityanallur, et a été le site d'un bon nombre de fouilles archéologiques très importantes.

## Fouilles archéologiques
En 2004, un certain nombre de squelettes datant d'environ 3 800 ans ont été trouvés là, enterrés dans des urnes de terre cuite. Plus de 160 urnes ont ainsi été trouvées. Ces urnes contenaient également des éléments écrits, qui, selon certains archéologues, est une « forme très rudimentaire de Brahmi tamoul ».